# Război total
Războiul total este un conflict de o anvergură maximă, în care factorii politici mobilizează toate resursele disponibile pentru a asigura distrugerea capacităților rivalilor de a se apăra. Războiul total este o practică veche de secole, dar doar în ultimii 140 de ani teoreticienii militari au identificat această clasă separată de război. În războiul total nu există practic necombatanți, toate persoanele dintr-o anumită țară – civili și militari în aceeași măsură – sunt considerați ținte.

## Dezvoltare conceptuală

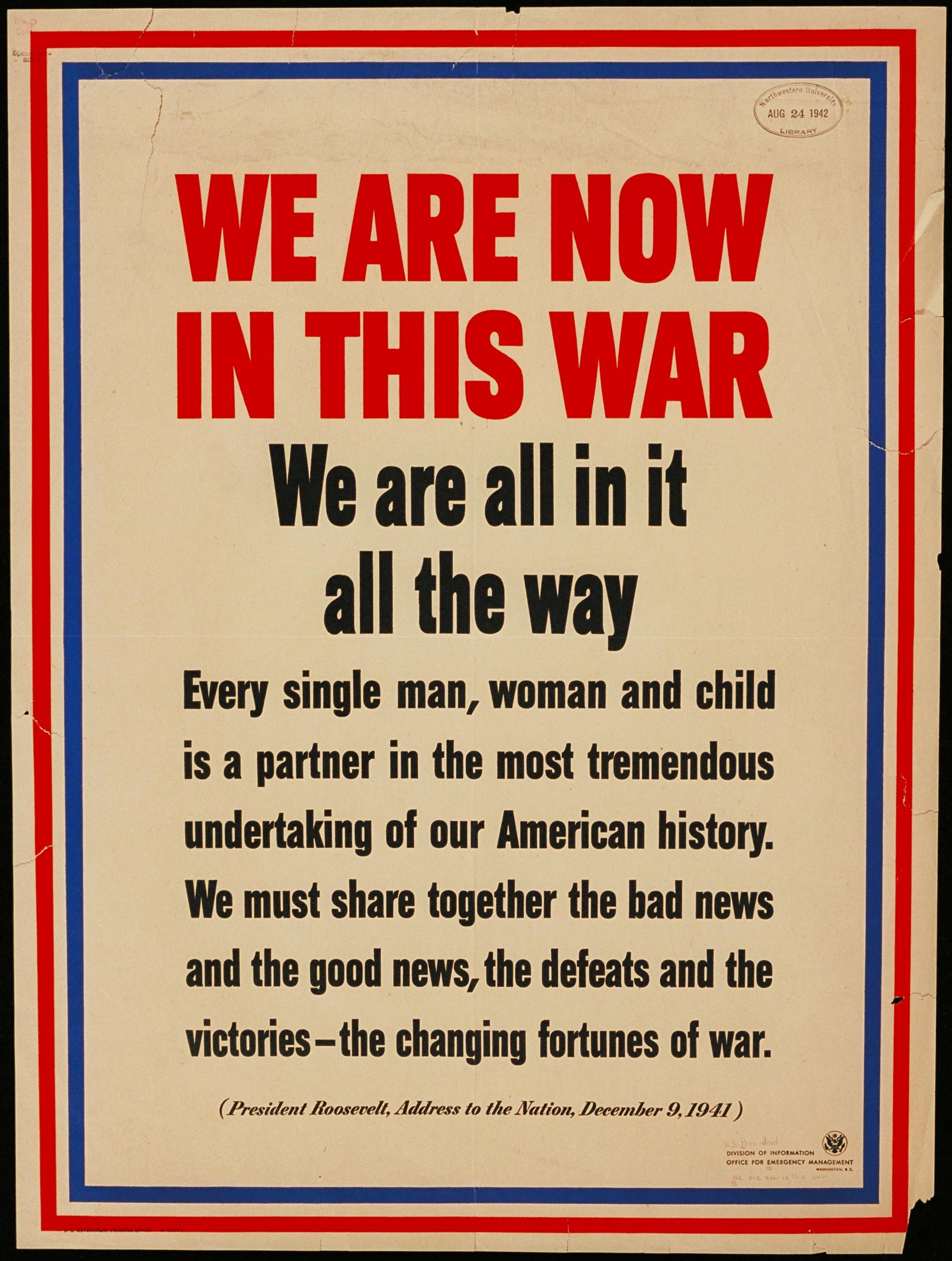
Poster american din timpul celui de-al doilea război mondial care îl citează pe președintele Franklin Roosevelt și îndemnurile adresate tuturor pentru participarea la război

Folosirea pentru prima dată a conceptului de „război total” este atribuită lui Carl von Clausewitz. Clausewitz era preocupat de conceptul filozofic de „război absolut”, un război eliberat de orice constrângere politică, pe care el îl considera imposibil. Cei doi termeni – „total” și „absolut” – sunt deseori confundați. Christopher Bassford, profesor de strategie la National War College, descrie diferența: „Conceptul de «război absolut» al lui Clausewitz este destul de diferit față de ultimul concept de «război total». Războiul total era o prescriere pentru adevărata amenințare de război exemplificată de ideile generalului Erich Ludendorff, care-și asumase de fapt controlul total asupra efortului german de război în timpul primului război mondial. Războiul total din acest punct de vedere implică subordonarea totală a politicului față de efortul de război – o idee pe care Clausewitz o respingea vehement – și ipoteza că victoria totală sau înfrângerea totală sunt singurele opțiuni”.
Este adevărat că generalul Erich Ludendorff a primul care, în timpul primului război mondial (ca și în cartea sa din 1935 „Războiul total”) a răstălmăcit formula lui Clausewitz, făcând apel la războiul total – mobilizarea completă a tuturor resurselor, inclusiv a sistemelor politice și sociale, cu obiectivul suprem al câștigării victoriei cu orice preț. 
Există mai multe motive pentru schimbare conceptului de război absolut în acela de război total și pentru recunoașterea existenței acestuia din urmă. Principalul motiv este industrializarea. Odată cu dezvoltarea resurselor naturale și capitale ale unei țări devenea tot mai evident faptul că anumite forme de conflict cereau mai multe resurse decât altele. De exemplu, Statele Unite a folosit mult mai puține resurse pentru înfrângerea unui singur trib de amerindieni, chiar dacă au fost nevoite să ducă o campanie întinsă pe mai mulți ani, decât în cazul unei singure luni din timpul războiului civil american. Costul mai mare al ultimului război este evident. O națiune industrializată poată face distincțiile necesare și poate alege tipul de război în care se dorește să se angajeze. 
În plus, în secolul al XIX-lea războiul devenea din ce în ce mai mult unul mecanizat. O fabrică dintr-un oraș devenea mult mai implicată în producția de război odată cu trecerea timpului. Fabrica însăși devenea o țintă, deoarece contribuia la efortul de război. Ca urmare, și muncitorii fabricii deveneau la rândul lor ținte ale războiului. 
Nu există o definiție general acceptată a războiului total, dar istoricii sunt de acord că atât primul război mondial cât și cel de-al doilea ilustrează perfect conceptul. Un număr mare de istorici consideră războiul civil american ca fiind primul exemplu de război total, în vreme ce alți cercetători consideră războaiele pentru unificarea Germaniei ca fiind primele exemple a acestui tip de război. 
Definițiile războiului total sunt variate, dar cele mai multe pleacă de la caracterizarea făcută de Roger Chickering în cartea sa Total War: The German and American Experiences, 1871-1914: „Războiul total este diferit prin intensitatea și extinderea sa fără precedent. Teatrele de operațiuni se întind pe tot globul; amplitudinea bătăliilor nu are practic limite. Războiul total se poartă cu neglijarea moralității, obiceiurilor sau legilor internaționale, pentru că părțile combatante sunt inspirate de dușmăniile născute de ideologiile moderne. Războiul total presupune mobilizarea nu numai a forțelor armate, dar și a întregii populații. Cel mai important factor hotărâtor al războiului total este includerea răspândită, nediscriminatorie și deliberată a civililor pe lista țintelor militare legitime.” 
Războiul total a dus la mobilizarea frontului intern. Propaganda a devenit o componentă obligatorie a războiului total, necesară pentru mărirea producției și menținerea moralului. Raționalizarea a devenit una dintre metodele principale pentru asigurarea materialelor necesare pentru ducerea războiului. 